# Часовня Казанской иконы Божией Матери (Таганрог)
Часовня Казанской иконы Божией Матери — православная часовня в Таганроге. Построена на Площади Восстания, перед зданием Старого железнодорожного вокзала, в 2012 году.

## История
На территории Таганрогского железнодорожного вокзала, со стороны перронов, в 1908 году на средства железнодорожников была построена часовня в ознаменование рождения его Императорского Величества государя наследника цесаревича великого князя Алексея Николаевича. Эту часовню разрушили в 1920 годах.
Новую часовню решили возвести на площади перед вокзалом, между рестораном «День и ночь» и памятником «Паровоз», посвящённым известным революционным событиям.
Память об этих событиях и легла в основу решения посвятить часовню Казанской иконе Божией Матери, чьё празднование 4 ноября стало церковно-государственным праздником, Днём народного единства.
Часовня Казанской иконы Божьей Матери была воздвигнута по инициативе благочинного приходов Таганрогского округа протоиерея Алексея Лысикова при финансовой поддержке президента компании «Лемакс» Леонида Матусевича.
Символическая закладка камня на месте строительства часовни иконы Казанской Божией Матери состоялась 24 мая 2011 года. В церемонии принимал участие мэр города Николай Федянин.
21 июля 2012 года на часовню в торжественой обстановке был водружен купол.
Часовня Казанской иконы Божией Матери воздвигнута по проекту таганрогского дизайнера Владимира Елитенко. Иконостас часовни выполнен мастерами Палеха. 

Барельеф Богоматери

Северная и южная стены часовни украшены барельефами с образами Пресвятой Богородицы и Николая Угодника (Николы Можайского), над которым полгода работал таганрогский скульптор Владимир Дмитриев. Храмовая роспись выполнена таганрогской художницей Натальей Красновской, витражи выполнил ростовский специалист Михаил Абраменко.
Освящена часовня Казанской иконы Божией Матери 19 ноября 2012 года, в 220-ю годовщину со дня рождения святого блаженного старца Павла Таганрогского. Освятил часовню при большом стечении народа митрополит Ростовский и Новочеркасский Меркурий. Митрополит наградил Леонида Матусевича медалью Святого Блаженного Павла Таганрогского I степени, а сотрудников компании «Лемакса» — архиерейскими грамотами.

## Критика
- Противники строительства часовни на этом месте считают, что построенное здание ставит точку на понятии «площадь», так как площадь — это открытое, архитектурно организованное, обрамлённое зданиями и зелёными насаждениями пространство, свободное от застройки, а застроенная площадь таковой уже не является[9].